# Erwt (geslacht)
Het geslacht erwten (Pisum) behoort tot de onderfamilie Faboideae binnen de familie van de vlinderbloemigen (Fabaceae) . De erwt (Pisum sativum) wordt als voedsel gebruikt. Het aantal chromosomen is 2n = 14.
De erwten groeien als eenjarige, kruidachtige plant meestal met bladranken. De stengels zijn kaal en kunnen vaak niet zelfstandig rechtopstaan.
De afwisselend staande bladeren zijn evengeveerd met één tot drie paar blaadjes. De eivormige tot elliptische blaadjes hebben een gave of getande rand. De hoofdnerf eindigt in een meestal drie- of vijfdelige rank. De steunblaadjes zijn hartvormig en tot 10 cm groter dan de blaadjes.
Een tot vele bloemen staan bij elkaar in vaak langstelige, trosvormige bloeiwijzen. De schutbladen zijn klein en bracteolen zijn afwezig. De tweeslachtige, zygomorfe bloem bestaat uit een kelk van 5, doorgaans vergroeide, blaadjes en een kroon van 5 blaadjes, waarvan er twee volledig, en de andere alleen aan de voet met elkaar vergroeid zijn. Aan de bloemkroon worden drie delen onderscheiden: de vlag (1 kroonblad), twee zwaarden (2 kroonbladen) en een kiel (2 vergroeide kroonbladen). Er zijn 10 meeldraden. De bijna zittende stamper bestaat uit 1 bovenstandig vruchtbeginsel met 1 naar binnen gekromde, behaarde stijl. De lang elliptische, afgeplatte peulvrucht bevat veel zaden. De bijna bolvormige zaden hebben een navel, die bedekt is met een zaadmantel.

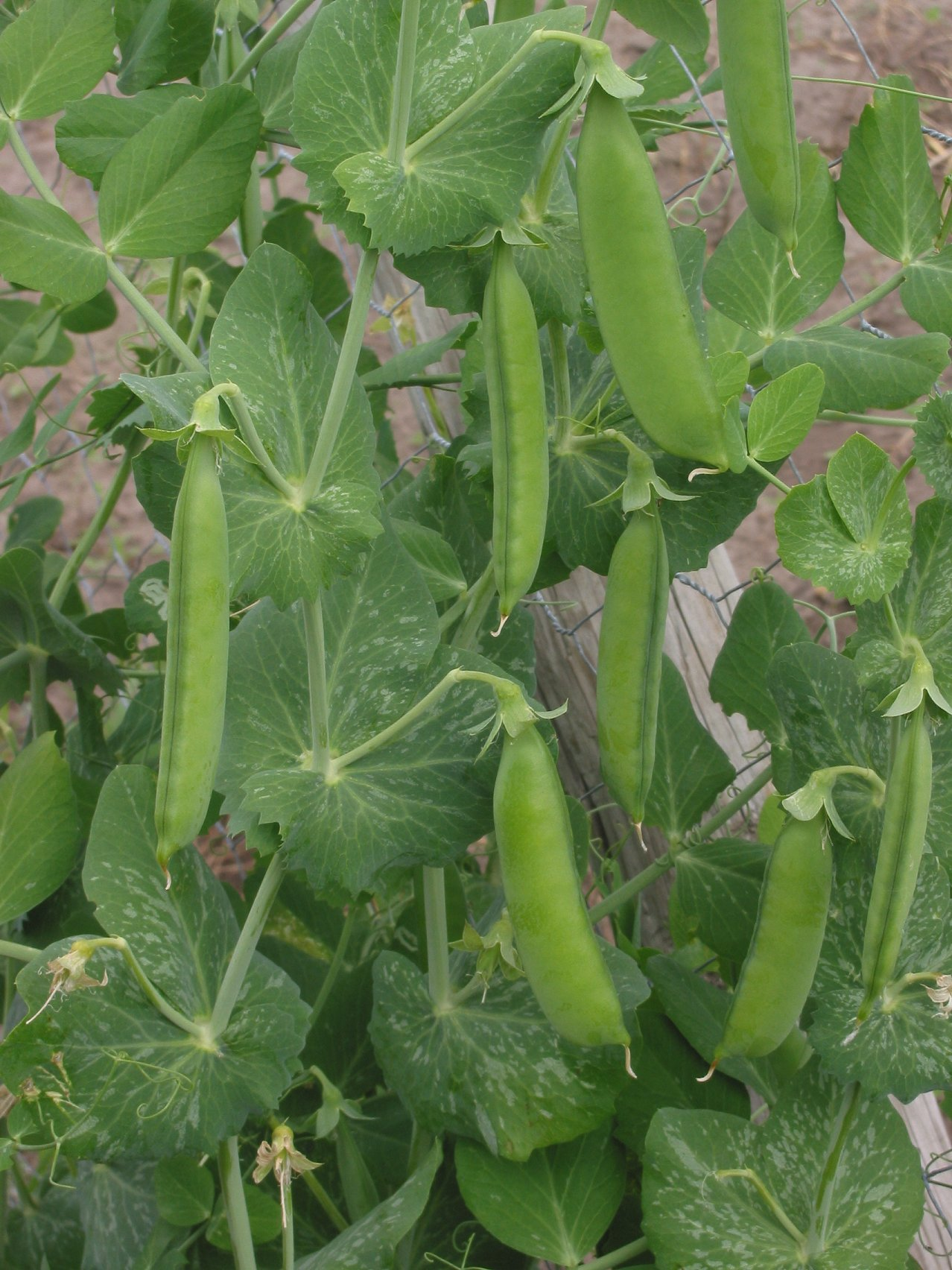
Hartvormige steunblaadjes
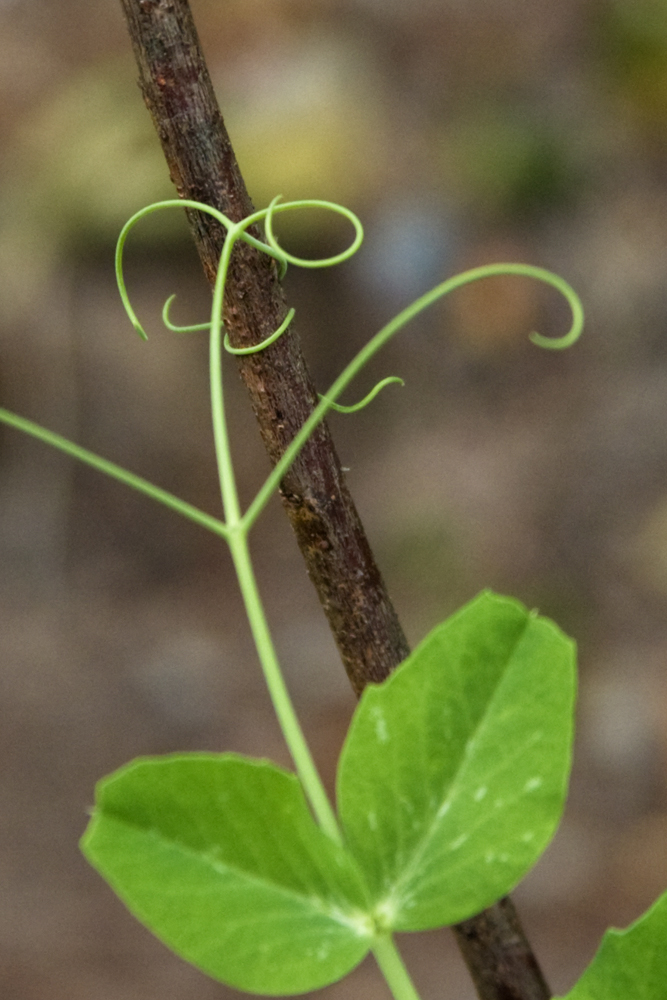
Rank van peultjes
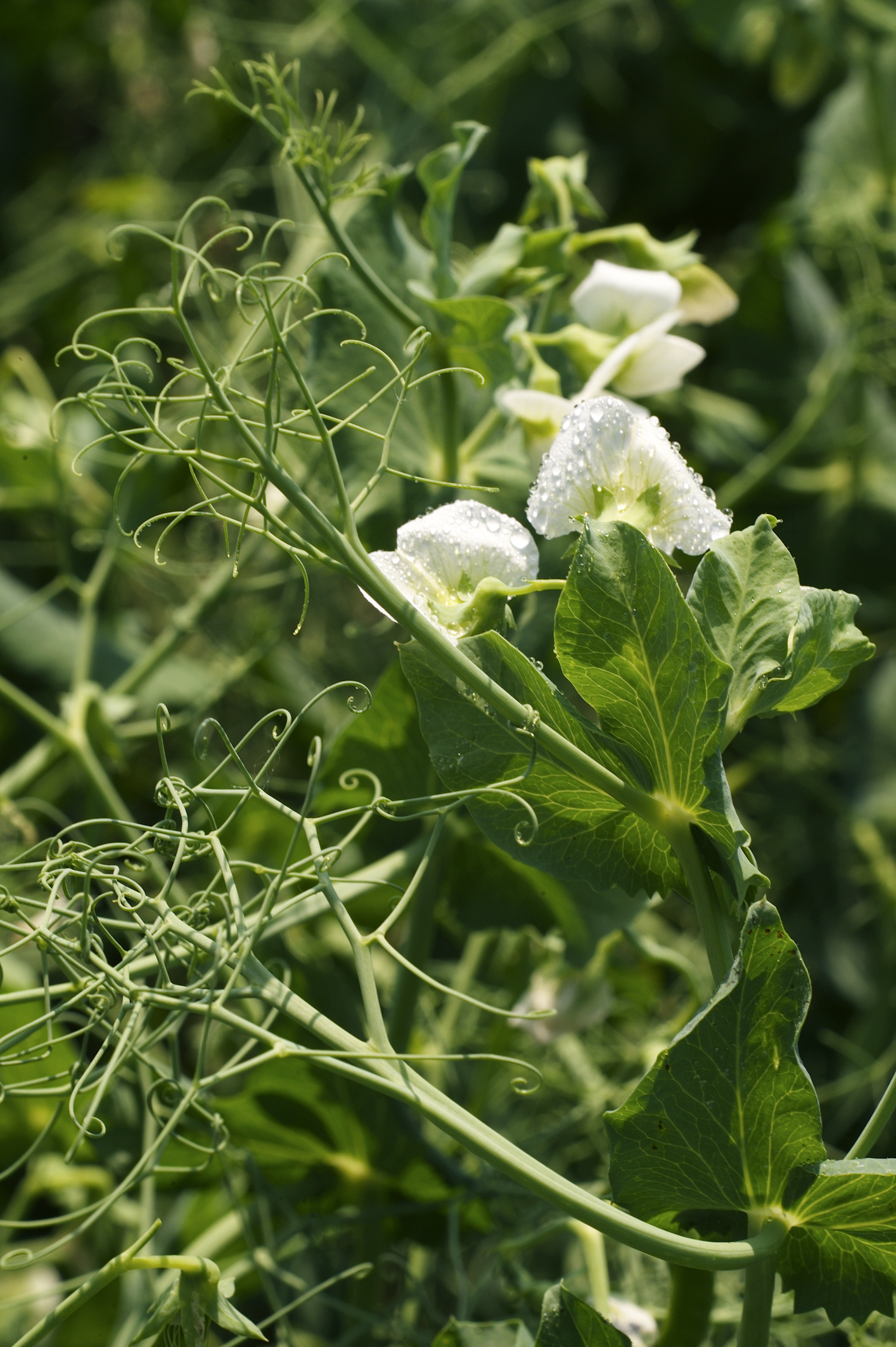
Bij sommige rassen, hier ovation, zijn ook de blaadjes omgevormd tot ranken
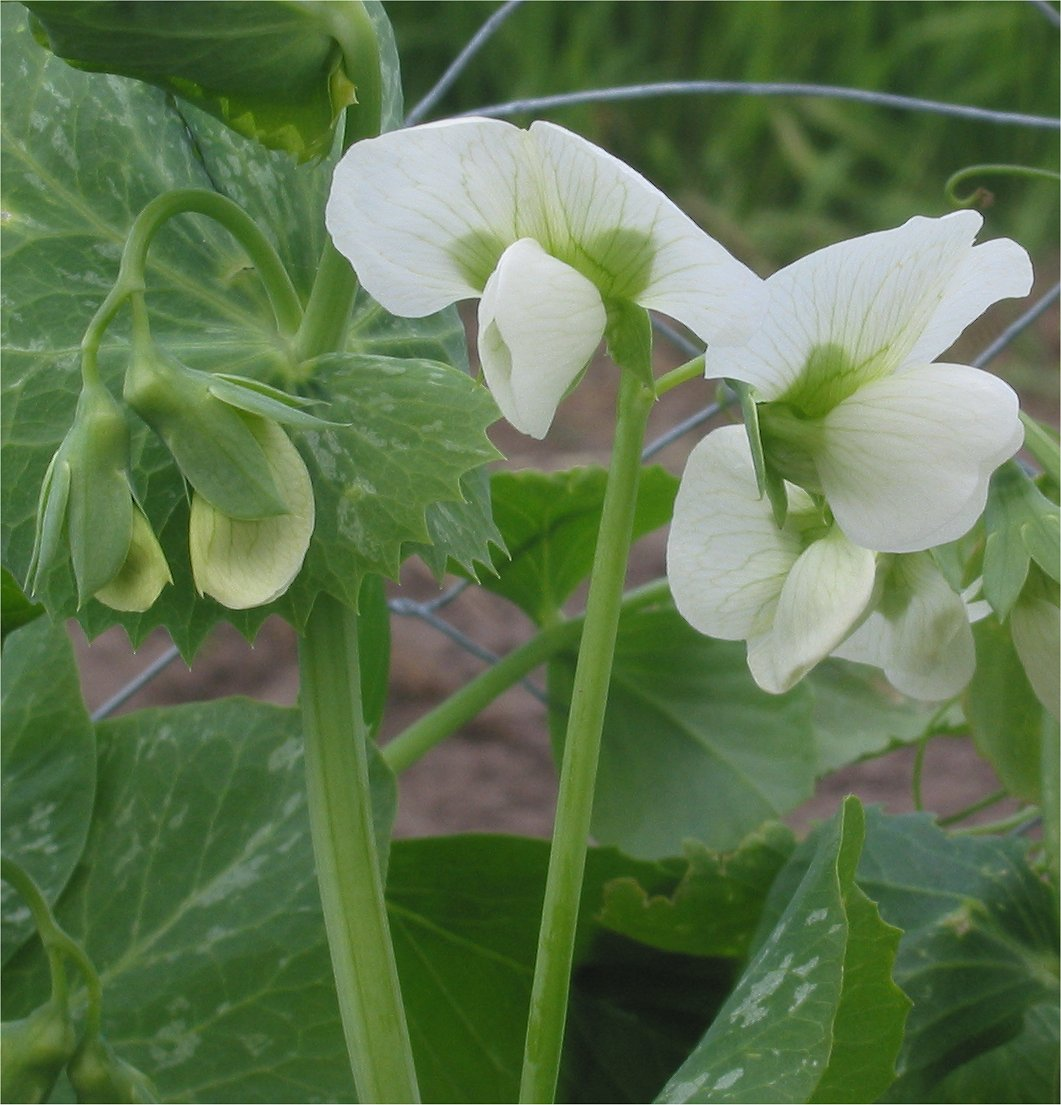
Bloemen
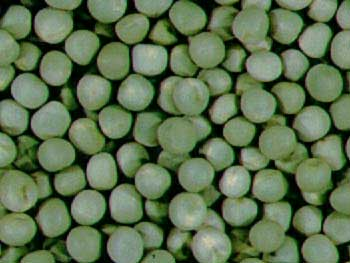
Rondzadige erwten
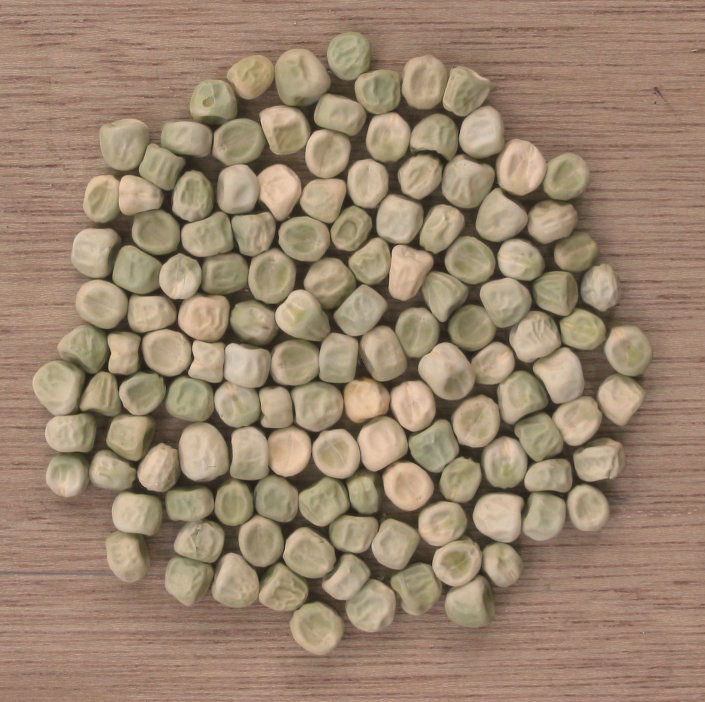
Gekreuktzadige erwten 'Kelvedon Wonder'

## Soorten
Het geslacht bestaat uit de volgende drie soorten:
- Pisum sativum, komt wereldwijd voor in de gematigde gebieden
  - Pisum sativum var. saccharatum (peultjes)
  - Pisum sativumc var. marcrocarpon (sugarsnap)
- Pisum fulvum, komt voor in het Nabije Oosten en de Egeïsche Zeeregio.
- Pisum abyssinicum, komt voor in Ethiopië en Saoedi-Arabië

### Overige-systematiek
Het geslacht Pisum is nauw verwant aan het geslacht Lathyrus. Volgens genetische analyses is het geslacht Vavilovia met één, mogelijk twee soorten het nauwst verwant aan Pisum. Of de gewone clade van Pisum en Vavilovia een zustergroep van Lathyrus is of mogelijk is genest binnen dat geslacht (d.w.z. mogelijk nauwer verwant aan sommige Lathyrus-soorten dan aan soorten van het geslacht Pisum) is wetenschappelijk controversieel. Het geslacht omvat slechts drie genetisch duidelijk gescheiden soorten die niet volledig met elkaar kruisbaar zijn: Pisum sativum, Pisum fulvum en Pisum abyssinicum. Deze laatste soort is mogelijk een hybride van Pisum sativum subsp. elatius en Pisum fulvum en onafhankelijk geteeld van de andere twee soorten.
Een moleculaire fylogenetische analyse van de geslachtengroep Fabeae heeft gesuggereerd dat het geslacht Pisum genest kan zijn in het geslacht van Lathyrus, dwz dat de erwten fylogenetisch correct als Lathyrus-soorten kunnen worden beschreven. De nomenclatuurlijke recombinatie die nodig is om dit resultaat te bevestigen, is echter nog niet uitgevoerd.